# Michaël Erpelding
Michaël Erpelding, né le 23 février 1981 à Arlon, est un acteur belge.

## Biographie
Michaël Erpelding, né le 23 février 1981 à Arlon en Belgique, est un acteur belge reconnu pour ses rôles au cinéma et à la télévision. Il commence sa carrière au début des années 2000 et a depuis participé à de nombreuses productions notables.

### Jeunesse et formation
Originaire d'Arlon, Michaël Erpelding développe très tôt une passion pour le théâtre et le cinéma. Après des études au conservatoire de Namur, il poursuit sa formation à Paris, intégrant la classe libre du Cours Florent, où il perfectionne son art dramatique.

### Carrière
Michaël Erpelding commence sa carrière à la télévision avec des apparitions dans des séries telles que Docteur Dassin, généraliste (2005) et Avocats et Associés (2006). En 2009, il fait ses premiers pas au cinéma dans Qu'un seul tienne et les autres suivront de Léa Fehner, où il interprète François, l'amant du fils de Zorah.
Sa carrière cinématographique se poursuit avec des rôles dans Un sac de billes (2017) de Christian Duguay, où il incarne Raymond, et Carnivores (2018) de Jérémie et Yannick Renier, dans lequel il joue le rôle d'Éric. En 2021, il participe au film de science-fiction After Blue (Paradis sale) de Bertrand Mandico, interprétant le personnage d'Olgar2. Plus récemment, en 2022, il apparaît dans Une femme de notre temps de Jean-Paul Civeyrac, jouant le rôle de Nils.
À la télévision, Michaël Erpelding est connu pour son rôle récurrent de Vivien Dupuis dans la série populaire Plus belle la vie. Il a également participé à des séries telles que The Missing (2014), Une chance de trop (2015) aux côtés d'Alexandra Lamy, et Section Zéro (2016) d'Olivier Marchal, où il interprète Tony Balestra.
En 2024, il est à l'affiche du thriller The Killer réalisé par John Woo, où il incarne le personnage de Serge.

## Filmographie

### Cinéma
- 2009 : Qu'un seul tienne et les autres suivront de Léa Fehner : François, l'amant du fils de Zorah
- 2017 : Un sac de billes de Christian Duguay : Raymond
- 2018 : Carnivores de Jérémie Renier et Yannick Renier : Eric
- 2020 : Le Lion de Ludovic Colbeau-Justin : Junkie
- 2021 : After Blue (paradis sale) de Bertrand Mandico : Olgar2
- 2022 : Une femme de notre temps de Jean-Paul Civeyrac : Nils
- 2024 : The Killer de John Woo : Serge

### Télévision
- 2005 : Docteur Dassin, généraliste : Stan (épisode L'Ombre et la Lumière)
- 2006 : Avocats et Associés : Julien Lemieux (épisode L'Aveu)
- 2007 : Central Nuit : Franck
- 2007 : Louis la Brocante : Jean-Pierre
- 2008 : Alice Nevers, le juge est une femme : Alex
- 2011 : Louis la Brocante : Jeff (épisode Louis chez les Flamands)
- 2011 : Plus belle la vie : Vivien Dupuis
- 2013 : 7e ciel (court métrage de Guillaume Foirest) : Hadrien
- 2014 : Le Sang de la vigne : Arthur Gassard (saison 5, épisode Coup de tonnerre dans les Corbières)
- 2014 : The Missing : Léon
- 2015 : Une chance de trop : Vincent Lopes
- 2015 : Plus belle la vie : Vivien Dupuis
- 2016 : Section Zéro : Tony Balestra
- 2016 : Section de recherches : Félix (saison 10, épisode 11 : Le roi du carnaval)
- 2016 : L'Inconnu de Brocéliande : Franck Corbet
- 2017 : Transferts : l'assistant trafiquant
- 2017 : Unité 42 : Antoine Chappard
- 2017 : La Guerre des trônes, la véritable histoire de l'Europe : Charles VI le Fou
- 2018 : Piégés : homme violent
- 2018 : Les Rivières pourpres : Marc Messonier
- 2018 : L'Art du crime : Daniel Sanchez (saison 2)
- 2018 : E-legal
- 2018 : Balthazar : Robert Sarlat
- 2018 : Mongeville : Alexandre Foucher (épisode La Ferme de Louise)
- 2019 : Vernon Subutex : Laurent
- 2020 : Black and White : Pierre Stromberg
- 2020 : Moloch : Samy
- 2021 : Sophie Cross : Loïc Danvers
- 2021 : Face à face
- 2021 : Un si grand soleil : Marvin Rosas
- 2022 : Baraki : Brandon Berthet
- 2023 : Braqueurs : Rayane
- 2023 : Pax Massilia : Tobias
- 2023 : De Grâce : Mickaël Blain
- 2024 : La Chute de Paris : Cédric
- 2025 : HPI : Nicolas, le braqueur (saison 5, épisode 1)